# Маслов, Андрей Викторович
Андрей Викторович Маслов (род. 1957) — советский и российский учёный-геолог, член-корреспондент РАН (2006). Специалист в области литологии и литогеохимии осадочных образований.

## Биография
Родился 25 мая 1957 года в Воронеже.
В 1979 году — с отличием окончил геологический факультет Воронежского университета.
В 1979—1982 и 1986—1988 годы работал младшим и научным сотрудником в Башкирском филиале АН СССР, город Уфа.
В 1982—1986 годах учился в аспирантуре Геологического института АН СССР.
В 1986 году защитил кандидатскую диссертацию по теме «Литология верхнерифейских отложений Башкирского мегантиклинория».
С 1989 года — работает в Институте геологии и геохимии УрО РАН. Прошёл путь от старшего научного сотрудника до заместителя директора по научной работе (1998—2008).
В 1997 году защитил докторскую диссертацию по теме «Седиментационные бассейны рифея западного склона Южного Урала (фации, литолого-фациальные комплексы, палеогеография, особенности эволюции)».
С 1998 по 2022 возглавлял воссозданную лабораторию литологии.
В 2006 году был избран членом-корреспондентом РАН.
Область научных интересов — комплексные исследования, направленные на восстановление истории седиментационных бассейнов и эволюции обстановок осадконакопления позднего докембрия.
Выполнил детальный литого-фациальный анализ отложений эталонного разреза рифея Северной Евразии, провел комплексные литолого-хемостратиграфические исследования карбонатных отложений эталона рифея.
На основе литолого-палеонтологических данных (совместно с Д. В. Гражданкиным из ИНГГ СО РАН, Новосибирск) впервые реконструировал ареал расселения беломорской биоты эдиакарского типа на северо-востоке палеоконтинента Балтика.
Ведет преподавательскую деятельность в должности профессора кафедры литологии и геологии горючих ископаемых Уральского государственного горного университета.

## Членство в организациях и редакциях
Член ряда диссертационных советов и редколлегий журналов «Литосфера», «Литология и полезные ископаемые» и «Известия вузов. Геология и разведка».
Председатель Уральской секции и член Межведомственного литологического комитета ОНЗ РАН и Научного совета РАН по проблемам докембрия.